# 瑙焦拉绍尼
瑙焦拉绍尼，是匈牙利维斯普雷姆州所辖的一个村，总面积14.01平方公里，总人口516，人口密度36.8人/平方公里（2010年1月1日）。